# Krivé
Krivé este o comună slovacă, aflată în districtul Bardejov din regiunea Prešov. Localitatea se află la altitudinea de 417 m deasupra n.m., se întinde pe o suprafață de 5,28 km2 și în 2018 număra 218 locuitori. Se învecinează cu comuna Kružlov.

## Istoric
Localitatea Krivé este atestată documentar din 1454.

## Demografie
| An:                | 1994 | 2004    | 2014   | 2024   |
| ------------------ | ---- | ------- | ------ | ------ |
| Număr de persoane: | 232  | 201     | 220    | 206    |
| Diferență:         |      | −13,36% | +9,45% | −6,36% |

| An:                | 2023 | 2024   |
| ------------------ | ---- | ------ |
| Număr de persoane: | 211  | 206    |
| Diferență:         |      | −2,36% |